# Sporting Clube de Braga
O Sporting Clube de Braga, também conhecido como Sporting de Braga ou simplesmente Braga, é um clube multidesportivo português sedeado na cidade de Braga. Apesar de competir em vários desportos, é mais conhecido pela sua equipa de futebol profissional, que joga atualmente na Primeira Liga, a competição mais importante do futebol português.
Muitas vezes chamados de Bracarenses (natural da cidade de Braga), a designação Braguistas é muitas vezes preferida, quando se faz referência aos adeptos ou elementos do SC Braga. Assim, a distinção torna-se mais clara: nem todos os habitantes (ou naturais) de Braga são adeptos do SC Braga e vice-versa (à semelhança de muitos outros casos como, p.e., a distinção entre Portuenses e Portistas). Os adeptos, atletas e dirigentes do clube também são comummente apelidados de «arsenalistas» ou «guerreiros (do Minho)».
Com um total de 8 troféus conquistados é, apenas atrás dos três grandes e do Boavista, o quinto clube de futebol português mais titulado. Foi o vencedor da única edição da Taça Federação Portuguesa de Futebol, em 1976/77, e conquistou por 3 vezes a Taça de Portugal e 3 Taças da Liga. Internacionalmente o Braga foi o 4.° clube português a ganhar um troféu internacional, com a conquista da Taça Intertoto em 2008.
O SC Braga é também o quarto clube português que disputa a Primeira Liga há mais épocas consecutivas, ficando mais uma vez apenas atrás dos três grandes. O segundo lugar inédito no campeonato em 2010 assegurou a primeira presença do clube na fase de grupos da Liga dos Campeões, na edição 2010/11. Com nove pontos terminou no terceiro lugar, o que garantiu a despromoção à Liga Europa, chegando à final da mesma. Nas últimas épocas o clube classificou-se repetidamente nos quatro primeiros postos do campeonato português, assegurando presenças assíduas nas competições internacionais com resultados meritórios.
O aumento do crescimento desportivo tem sido acompanhado pelo aumento significativo do número de sócios. Atualmente, o Braga é o quinto clube português com mais sócios, contando com mais de 31 mil.
O SC Braga concluiu a temporada 2022/23 na 40.ª posição do ranking de clubes da UEFA (42.ª no coeficiente a dez anos) e na 33.ª posição no Ranking Mundial de Clubes da IFFHS.

## História

### Origens do Sporting Clube de Braga (1919–1940)
O SC Braga foi oficialmente fundado no dia 19 de janeiro de 1921, por um grupo de simpatizantes do Sporting, na sua maioria estudantes (de onde se destaca João Gomes, que viria a ser o primeiro presidente), razão essa que explica o nome de Sporting Clube de Braga. Desde 1919 que este grupo usava o Campo das Goladas para jogar de verde e branco aos fins de semana, mas por influência do histórico clube inglês Arsenal passaram a equipar de vermelho e branco.
O primeiro jogo do clube foi disputado já no campo do Antigo Colégio de Espírito Santo, frente à equipa do Algés e Dafundo. Com o Comendador Nogueira da Silva como mecenas e financiador do clube, os bracarenses compraram o Campo do Raio e adquiriram alguns jogadores de renome, entre eles o benfiquista Alberto Augusto, que tinha sido o autor do primeiro golo de sempre da seleção nacional em partidas oficiais.
Em 1926, o SC Braga ultrapassa pela primeira vez uma ronda do Campeonato de Portugal batendo os vizinhos minhotos do Vianense, mas, mesmo após alguns sucessos iniciais, o entusiasmo foi diminuindo e o financiador resolveu deixar o clube. Sem capacidade financeira o clube perdeu o seu campo e os seus melhores jogadores, o que foi notável nas duas edições seguintes do Campeonato de Portugal, com duas derrotas, ambas por 13–0 contra o FC Porto e o Salgueiros. O clube perde o domínio regional e vê o vizinho Vitória emergir como potência local, e o Famalicão como a segunda maior força da região. Nas edições seguintes do Campeonato de Portugal por problemas monetários o emblema arsenalista não consegue participar.
Só na década de 30, com uma nova direção com mais capacidade de financiamento, é que foi possível regularizar a situação com os credores, recuperando também alguns dos antigos jogadores.

### Primeira vez na Primeira Divisão (1940–1965)
Após um ano de ausência, devido ao último lugar na Segunda Divisão de 1940/41, o SC Braga volta às provas nacionais duas temporadas depois, passando a disputar a Segunda Divisão e a Taça de Portugal no novo Campo da Ponte.
A conquista do título de Campeão da Segunda Divisão chega 4 anos depois, dando ao clube a possibilidade de participar o primeiro escalão pela pela primeira vez na sua história. Este feito e o consequente crescimento do entusiasmo à volta do clube motivaram a que, em 28 de maio 1950, fosse inaugurado o  Estádio 28 de Maio (atualmente denominado Estádio 1.º de Maio) e, assim, o clube passou a contar com uma casa com capacidade para cerca de 28.000 espectadores.
Nas décadas de 50 e 60, o clube começa a consolidar a sua presença na Primeira Divisão, alcançando o quinto lugar nas épocas de 1953/54, 1954/55 e 1957/58 (logo depois de terem sido despromovidos em 1955/56, passando apenas um ano no segundo escalão). O clube acabaria por cair novamente em 1960/61, voltando apenas na época 1964/65, ao se sagrar pela segunda vez campeão da Segunda Divisão.

### Primeiras conquistas nacionais (1965–2003)
Após terminar no 10.º lugar pelo segundo ano consecutivo, e marcar presença nas meias finais da Taça de Portugal (também em dois anos seguidos), o clube elimina o Sporting com uma vitória por 3–2, disputando pela primeira vez uma final nacional, de onde saiu vitorioso ao derrotar o Vitória FC por 1–0 (golo aos 77 minutos de Miguel Perrichon).
Esta vitória permitiu o acesso à Taça das Taças de 1966/67, tendo o SC Braga participado pela primeira vez numa prova internacional de futebol. A primeira eliminatória não podia começar melhor, com uma vitória por 1–0 sobre o AEK FC, em Atenas. Já em Portugal, o clube qualifica-se à fase seguinte ao derrotar os gregos por 3–2, tendo o herói da Taça, Perrichon, feito um bis nesse jogo. A primeira experiência europeia acabaria, contudo, contra o Győri ETO da Hungria. A derrota por 3–0 fora fez com que o 2–0 de Braga fosse insuficiente para a permanência na competição.
Depois deste sucesso, o clube volta a viver dificuldades e volta a ser despromovido na época de 1969/70. Contudo, em 1974/75 retorna à Primeira Divisão, onde permanece desde então.
Em 1976/77, volta à final da Taça de Portugal, onde perde contra o para perder nas Antas com o FC Porto por 1–0. Também nessa época o SC Braga vence a primeira e única edição da Taça Federação Portuguesa de Futebol. Nas duas temporadas seguintes os arsenalistas conseguem e repetem o inédito quarto lugar no campeonato nacional, chegando às meias finais da Taça de Portugal nesses dois anos. Em 1981/82, após um sétimo lugar final no Campeonato, o clube é novamente 'vice' desta competição, sendo derrotado pelo Sporting por 1–4. 
Até a época de 1996/97 o clube passa por um período menos bom, lutando mesmo pela manutenção na maior parte das vezes. Na época seguinte, após terminar em décimo no campeonato nacional, o SC Braga volta a ser vice-campeão da Taça de Portugal, desta vez contra o FC Porto. Porém, apesar das altas expectativas, o clube não consegue manter o nível nas épocas seguintes, com dois nonos lugares seguidos e eliminações precoces na 'prova Rainha', à exceção das temporadas 2000/01 e 2001/02, onde os minhotos obtêm melhores resultados, alcançando a quarta posição e as meias finais da Taça de Portugal, respetivamente.

### Entrada de António Salvador (2003)
Com a eleição de António Salvador como presidente, o clube minhoto altera radicalmente o modelo de gestão e inicia o seu processo de modernização. Entre 2004 e 2023, apenas por três vez o SC Braga não ficou nos quatro primeiros lugares (2007/02, 2008/09 e 2013/14), chegando mesmo ao pódio em quatro épocas distintas (2.º lugar: 2009/10; 3.º lugar: 2011/12, 2019/20, 2022/23).
Também a nível de infraestruturas, o SC Braga passa a contar com o Estádio Municipal de Braga, construído a pensar no Euro 2004, a Arena SC Braga, para promover as restantes modalidades do clube e é também criada a Cidade Desportiva do clube.

### O SC Braga europeu (2003–2013)
Com treinadores como Jesualdo Ferreira, Jorge Jesus e Domingos Paciência, o clube inicia uma era de resultados que o projetam em termos nacionais e internacionais, cada vez mais se aproximando dos três grandes. Entre 2004 e 2013, os arsenalistas estiveram sempre presente nas competições europeias.
Logo na primeira época com António Salvador a presidente, em 2003/04, o clube qualifica-se para a Taça UEFA da época seguinte (primeira vez em 6 anos, quarta vez na história do clube), mas o clube acaba por cair na 1.ª eliminatória (fase depois das fases de classificação e antes dos grupos), repetindo o mesmo feito no ano seguinte. Nas três épocas seguintes, de 2006/07 a 2008/09, o clube consegue chegar à fase de grupos e, inclusive, passar à fase de mata-mata. Também em 2008/09, com Jorge Jesus ao comando técnico da equipa, o SC Braga torna-se o quarto clube português a vencer uma competição europeia, conquistando a última edição da Taça Intertoto, em 2008, após ter sido o clube com melhor campanha na Taça da UEFA entre os clubes que venceram a 3.ª eliminatória da competição.
Em 2010, com Domingos Paciência ao leme e depois de se sagrar vice-campeão nacional, tendo mesmo liderado o campeonato durante quase dois terços da competição, o SC Braga qualifica-se pela primeira vez para a Liga dos Campeões. Naquela época o segundo lugar do campeonato apenas garantia acesso à 3.ª pré-eliminatória da principal prova europeia, mas após as vitórias (no agregado) por 4–2 contra o Celtic e 5–3 frente ao Sevilla (já nos play-offs), o clube acessa a fase de grupos.

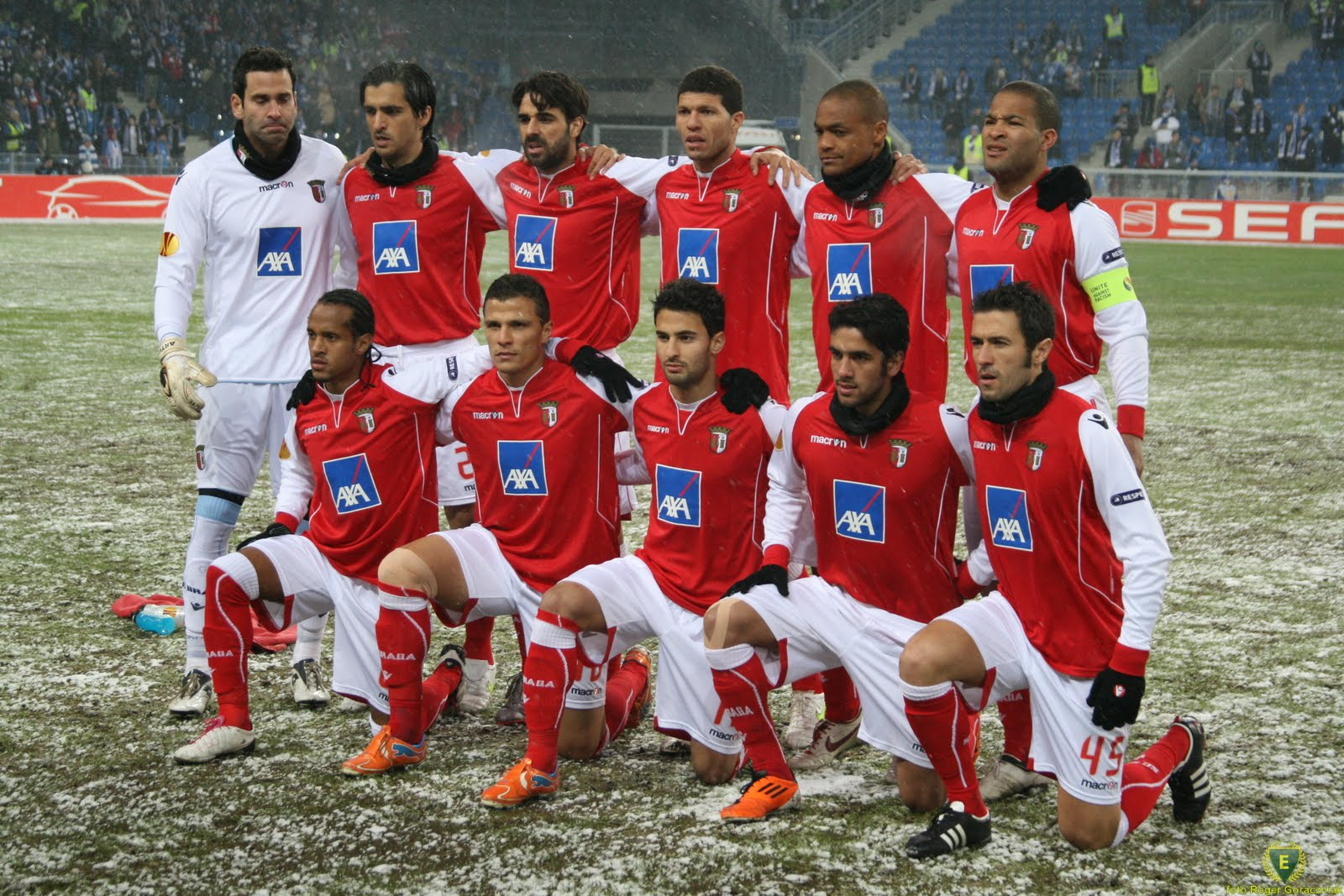
Onze inicial do SC Braga frente ao Lech Poznan, na Polónia.

Num grupo com o Arsenal, o Shakhtar Donetsk e o Partizan, duas vitórias contra os sérvios (2–0 fora e 1–0 em casa) e uma vitória inédita contra os ingleses (2–0 em casa), garantiram, pelo menos, a despromoção à Liga Europa, onde o SC Braga eliminou o Lech Poznan (2–1 em agregado), o Liverpool (1–0, golo de Alan em casa), o Dínamo de Kiev (1–1 em agregado, avançando através da regra dos golos fora de casa) e o Benfica, treinado pelo ex-treinador arsenalista Jorge Jesus (2–2 em agregado, avançando novamente com a ajuda da regra dos golos fora de casa). A final de Dublin foi disputada exclusivamente por equipas portuguesas entre o Braga e o FC Porto. Contrastando com os jogos anteriores na competição, mas no final a vitória sorriu ao clube adversário.

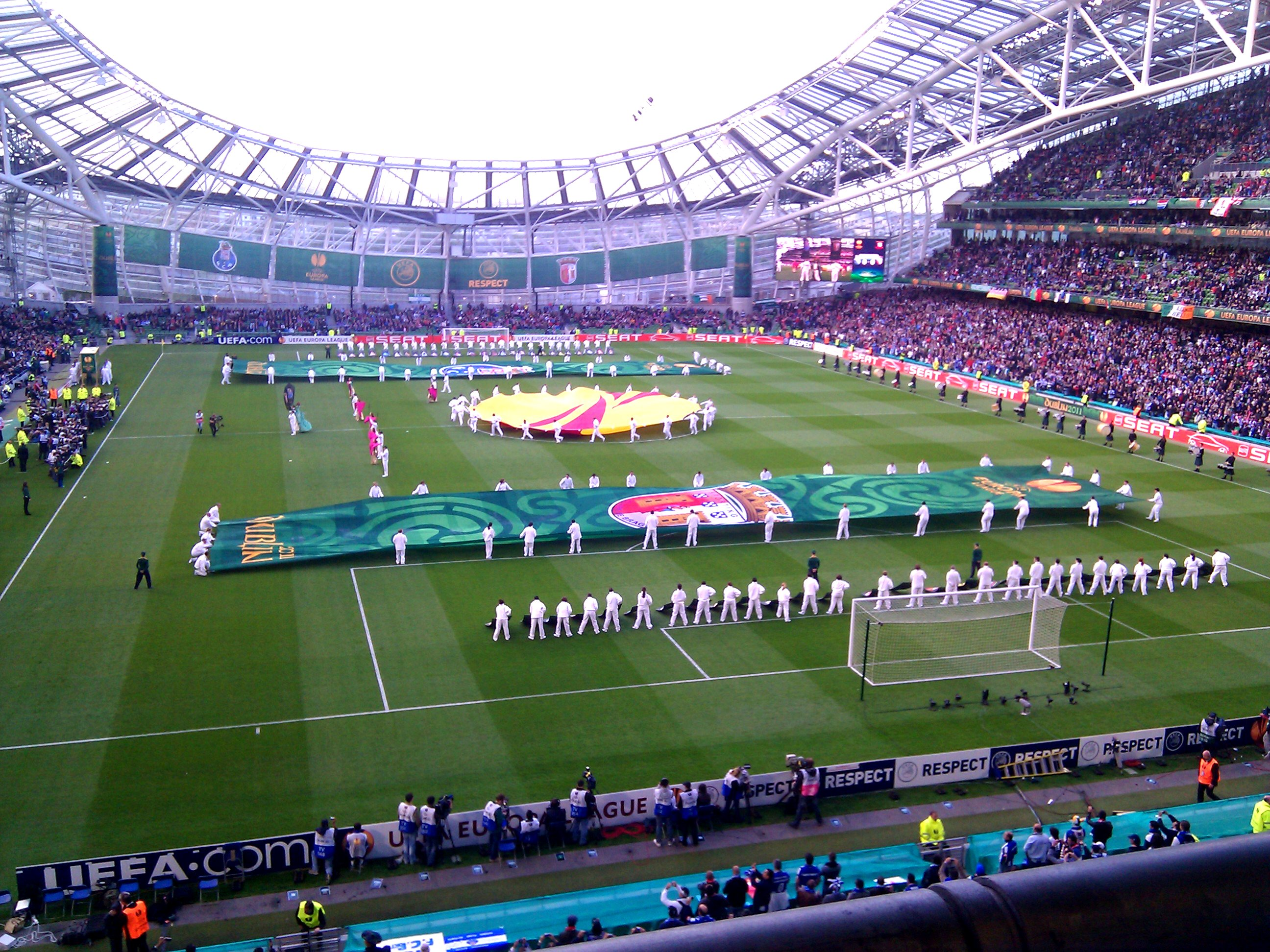
O Estádio Aviva, em Dublin, acolheu a final da Liga Europa de 2011 (cerimónia de abertura na foto).

Na época seguinte o clube qualifica-se novamente para a Liga Europa, onde lutam até à última rodada com Club Brugge e o Birmingham City pela qualificação à fase seguinte, mas são logo eliminados pelo Beşiktaş. Depois do 3.º lugar no campeonato desse ano o clube acessa novamente a Liga dos Campeões, desta vez através de uma vitória contra os italianos do Udinese após as grandes penalidades, mas desta vez, num grupo de Manchester United, Galatasaray e Cluj (da Roménia), o Braga acaba com um total de 3 pontos vencendo apenas os turcos fora de casa.

### Campeões de inverno e da Taça de Portugal (2013–2024)
Nos anos seguintes o SC Braga continua o seu período de afirmação como a quarta maior força no futebol português, estando regularmente nos lugares de qualificação europeia e sendo o clube português, fora os três grandes, com mais títulos conquistados nesse mesmo período.

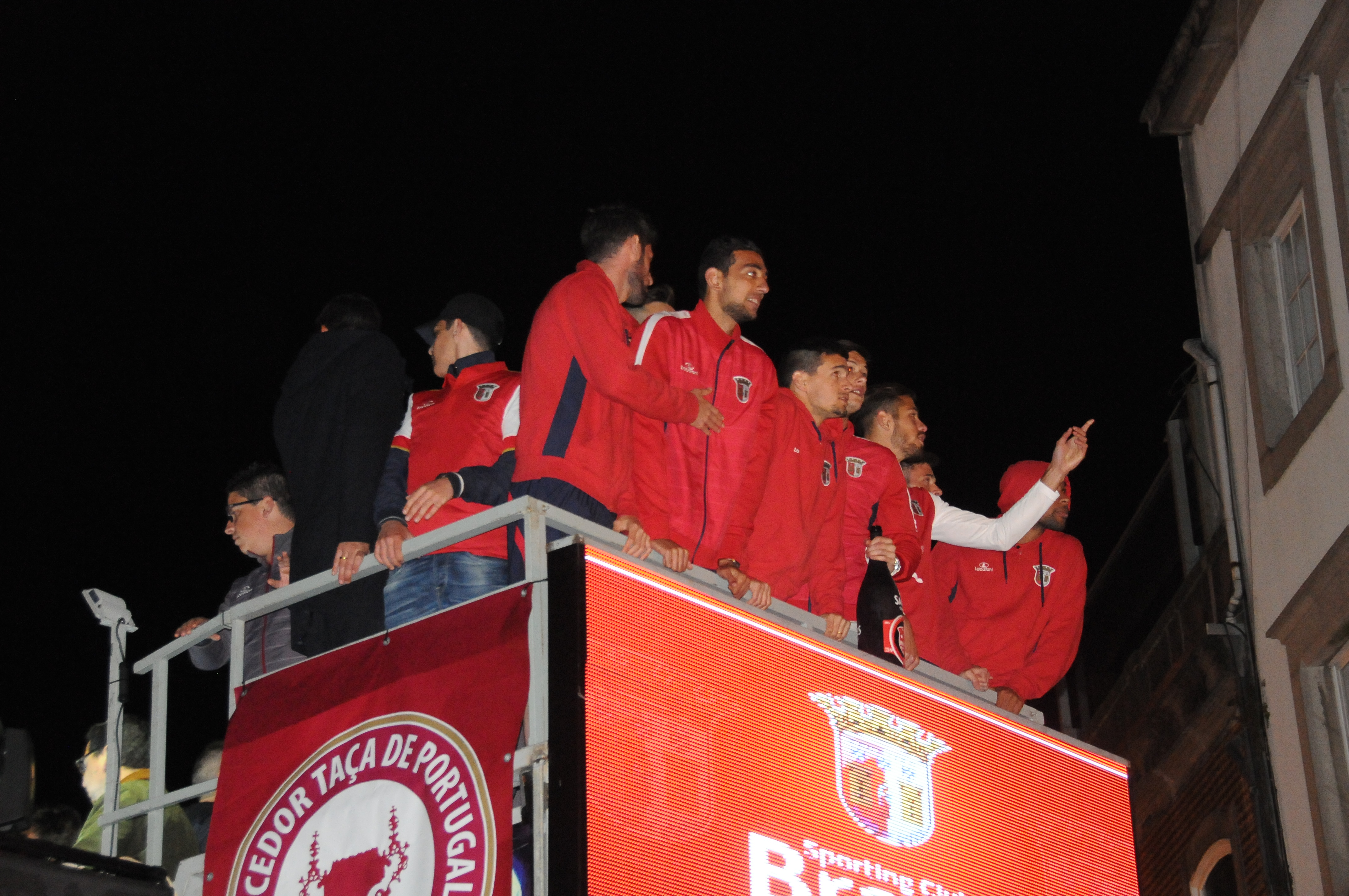
A equipa vencedora da Taça de Portugal na época de 2015/16

O primeiro desses títulos surge duas épocas após a presença na final da Liga Europa. O clube conquista a Taça da Liga, ao vencer o FC Porto por 1–0. Em 2015/16, novamente contra o Porto, o SC Braga conquista a sua segunda Taça de Portugal no Estádio do Jamor, no dia 22 de maio de 2016 (exatamente 50 anos depois da sua primeira), vencendo por 4–2 nas grandes penalidades contra o FC Porto, após terminar o prolongamento empatado 2–2. Em 2019/20, pela terceira vez em 7 anos, o Braga vence o Porto numa final, conquistando a sua segunda Taça da Liga. Na época seguinte, desta vez com um placar de 1–0 frente ao Benfica, os guerreiros do Minho vencem a sua terceira Taça de Portugal.
Em 2023/24, o SC Braga garante a sua terceira presença na Liga dos Campeões, ao vencerem no agregado o FK TSC por 7–1 na terceira eliminatória e o Panathinaikos por 3–1 no play-off de apuramento. Num grupo com Real Madrid, Napoli e Union Berlin, o clube apenas consegue uma vitória e um empate contra os alemães, sendo rebaixados à Liga Europa onde perdem o play-off de apuramento para os oitavos de final contra o Qarabağ. Ainda na mesma época, o Braga vence a sua terceira Taça da Liga frente ao Estoril, no desempate por grandes penalidades, isolando-se como quinto clube mais titulado no futebol português, com um total de 8 troféus.

## Símbolos do clube

### Emblema

Emblema atual.

O símbolo do SC Braga é baseado no brasão da cidade de Braga: «escuro azul, a imagem de Santa Maria de Braga (Nossa Senhora vestida com uma túnica de púrpura e com um manto azul cerúleo, coroada à antida de prata, tendo um lírio na mão dextra e sustendo o Menino Jesus no braço sinistro), ladeada de duas torres de prata, lavradas a negro, e acompanhada em chefe de três escudos de Portugal – antigo (de prata, cinco escudetes de azul, posto em cruz, cada escudete carregado de cinco besantes de prata). Coroa mural de prata de cinco torres. Listel branco com a legenda em maiúsculas de negro: BRAGA»
As mudanças relativas ao brasão da cidade dão-se na divisão do fundo em duas metades, uma vermelha e outra branca (substituindo o azul), a mudança da cor da coroa mural e das duas torres de prateado para dourado e desaparece o listel branco, sendo escrito na parte superior do interior do símbolo “Sporting” e “Clube de Braga” na parte inferior.

### Cores e equipamentos

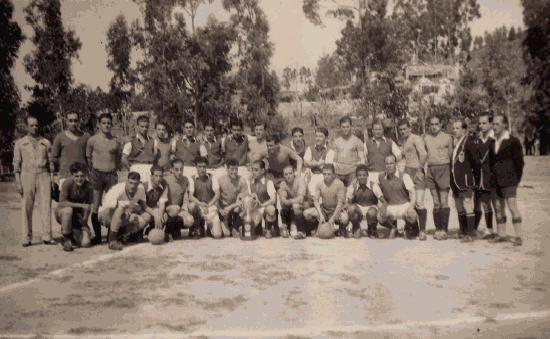
Braga x Celta de Vigo em 1945. Um dos primeiros jogos com o equipamento ao estilo do Arsenal.

Em 1919 um grupo de jovens locais, na sua larga maioria adeptos do Sporting Clube de Portugal, jogavam com um equipamento baseado no clube lisboeta: camisola dividida ao meio com verde e branco e calções pretos, o equipamento Stromp. Dois anos depois foi este mesmo grupo de jovens que fundou o Sporting Clube de Braga, mas escolhendo como cor o vermelho e branco. Ao contrário do que muitas pessoas pensam esta alteração não se deve por influência dos adeptos benfiquistas da cidade, isso está aliás bem claro no livro inaugurado pelo clube em 2021 na época do seu centenário.
Certo é que o clube atuaria com um equipamento "à Benfica" até 1945, ano em que o treinador húngaro József Szabó, que resolvera ir a Londres inspirar-se junto do campeão Arsenal, voltou para Portugal com os equipamentos completos da equipa londrina, entregando-os aos futebolistas do SC Braga. A alteração foi tão bem recebida que, a partir da temporada 1946/47, esse traje "à Arsenal" tornou-se na imagem que dura até aos dias de hoje. Desde então, os bracarenses são apelidados de «arsenalistas» ou até «Arsenal do Minho».
| Uniforme de 1919–1921 | Evolução dos Equipamentos | Uniforme desde 1945 |

## Infraestruturas desportivas
Nas primeiras décadas de existência o SC Braga "salta" entre Campo das Goladas, Campo do Colégio do Espírito Santo, Campo do Raio e Campo da Ponte, estruturas que não correspondiam na totalidade às necessidades e anseios de um clube e de um público cada vez maior e mais exigente.

### Estádio 1.º de Maio

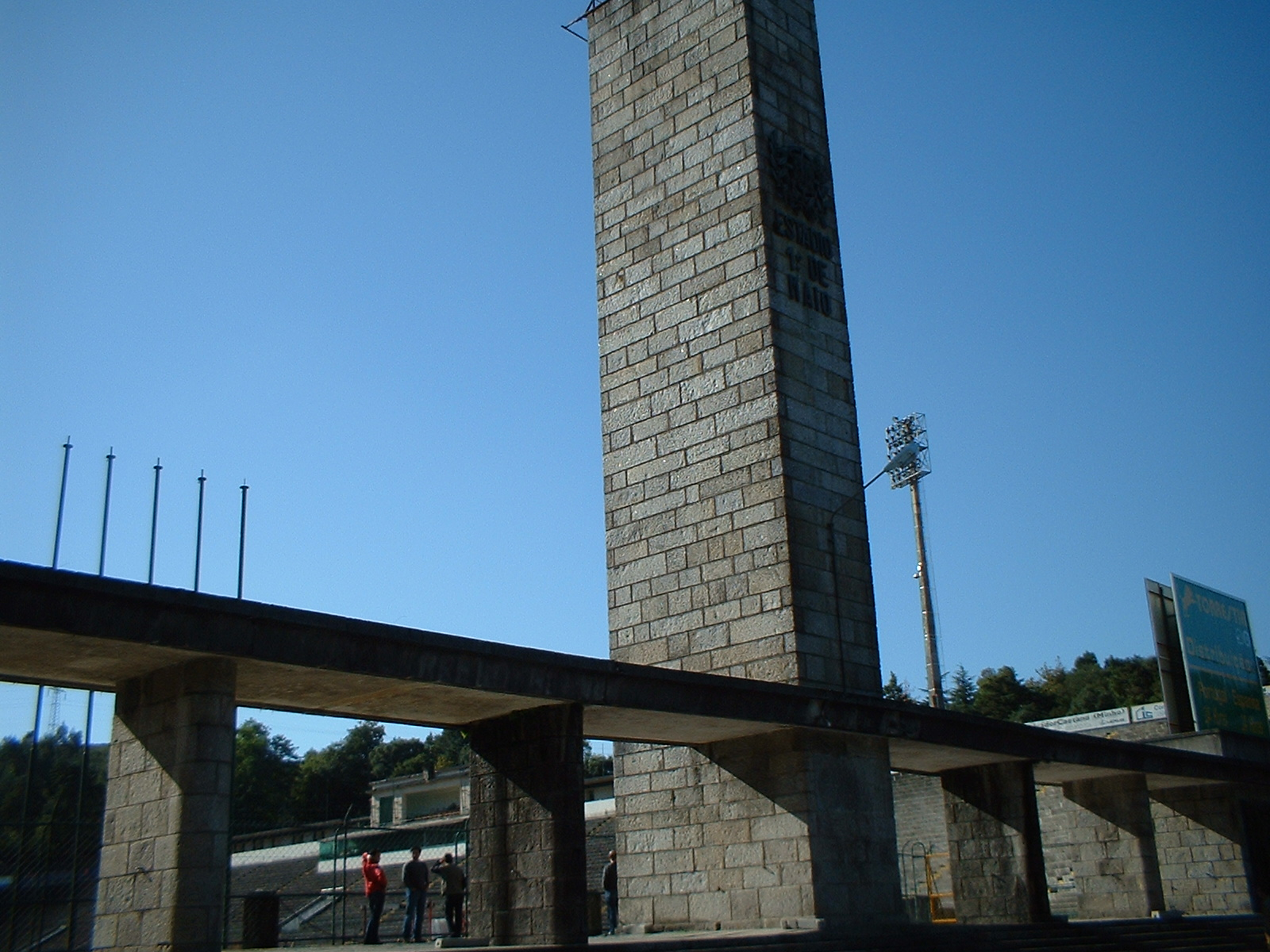
Estádio 1.º de Maio.

Idealizado pelo arquiteto Travassos Valdez para ombrear com o Estádio Nacional do Jamor, o Estádio 28 de Maio é um marco no panorama arquitetónico português, que teve a sua primeira pedra lançada no ano de 1946, com o intuito de comemorar o 20.º aniversário da revolução de 28 de maio de 1926. Contudo a inauguração apenas viria a acontecer no dia 28 de Maio de 1950, tendo sido convidados grupos desportivos da região para se organizar uma grande parada desportiva. Após a revolução de 25 de abril, o nome foi alterado para Estádio 1.º de Maio e foi a casa do SC Braga até dezembro de 2003.

### Estádio Municipal de Braga

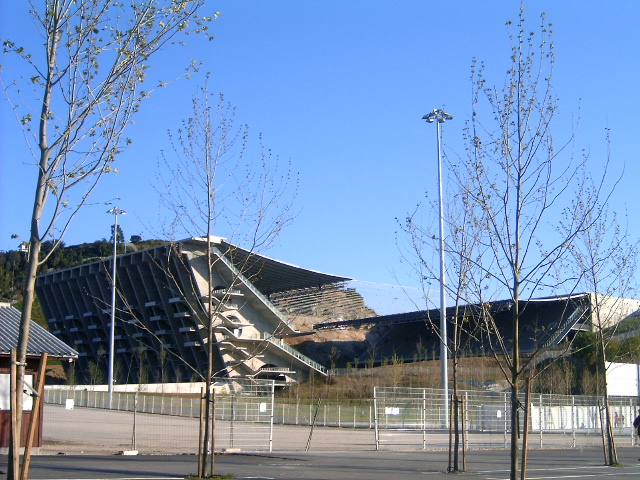
Estádio Municipal de Braga.

Também conhecido como a "Pedreira", o atual estádio foi inaugurado no dia 30 de dezembro de 2003 com uma vitória por 1–0 numa partida amigável contra o Celta de Vigo. O estádio foi projetado pelo prestigiado arquiteto português Eduardo Souto Moura e construído para receber os jogos do Euro 2004. Com capacidade para 30 286 espectadores, foi, por diversas vezes, considerado um dos mais belos e originais do mundo, tendo obtido várias distinções nacionais e internacionais, como o Prémio Secil em 2004 (Categoria Arquitectura), e em 2005 (Categoria Engenharia Civil). O jornal Financial Times, num artigo sobre os estádios britânicos, refere o recinto como um dos quatro exemplos de beautiful grounds. Desde a sua inauguração, o estádio encheu em várias partidas e tem registado uma média crescente de espectadores.

### Cidade Desportiva SC Braga
O SC Braga nos últimos anos tem construído um património de infraestruturas que nunca havia tido, muito graças ao brilhante trabalho desenvolvido na estrutura do clube.
Inaugurada em 2017, é a principal infraestrutura do clube e contempla quatro grandes espaços funcionais: uma área administrativa, a loja do clube, serviços de apoio aos sócios e o Pavilhão Multiusos. Tem também sete campos relvados para futebol de onze (cinco naturais e dois sintéticos), para além de um campo de futebol de sete e um campo de futebol de praia.

#### Arena SC Braga

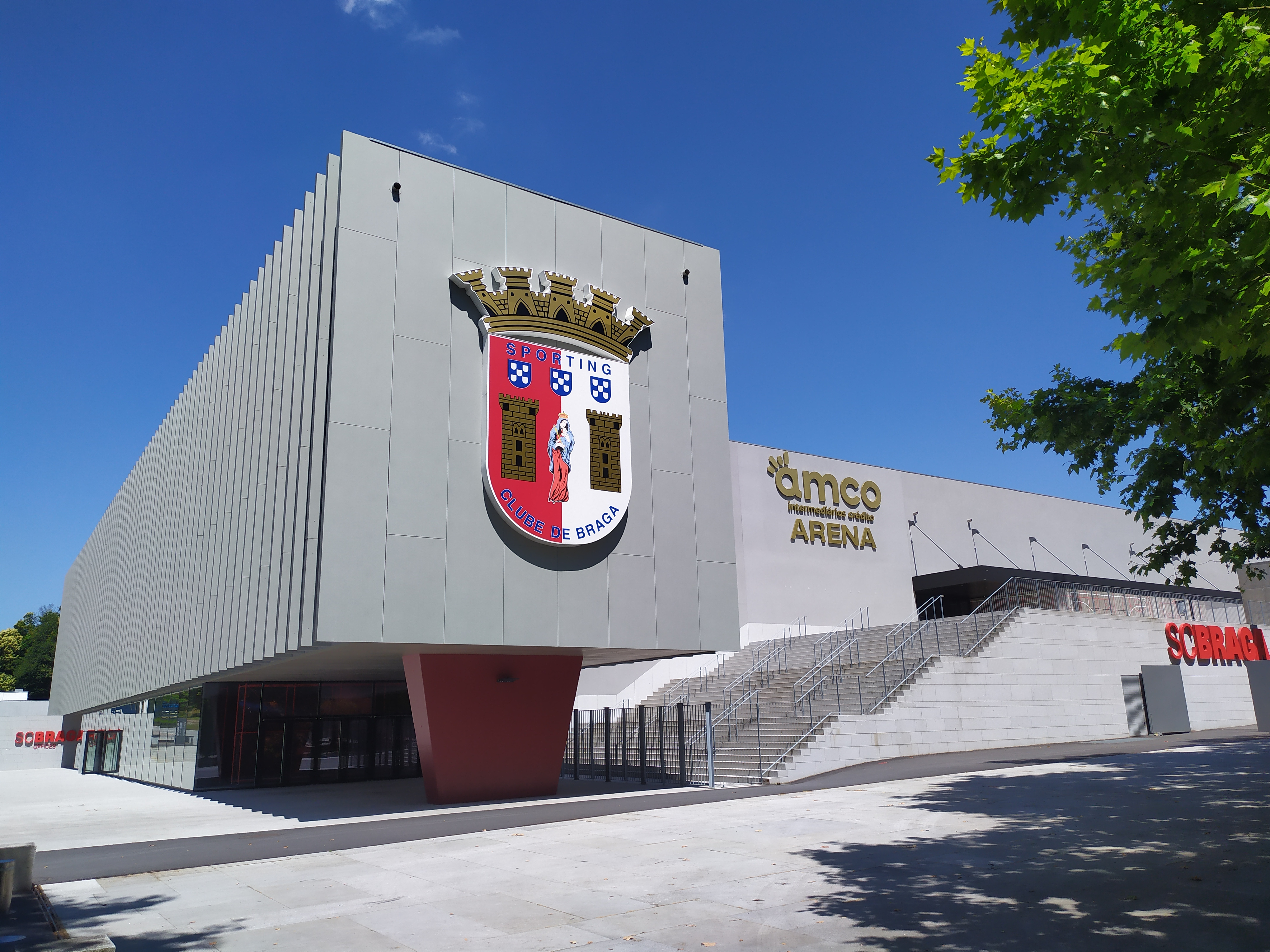
Arena SC Braga

O pavilhão com 1 400 lugares foi inaugurado em setembro de 2023 é o coração de todas as modalidades do clube. É composto por uma área residencial com 60 quartos duplos, uma área de refeitório e de descanso/lazer e um espaço de apoio às equipas profissionais (constituído por vestiários/balneários, ginásio, fisioterapia, hidroterapia com piscina, gabinetes de trabalho, entre outros) e contará com um Museu (a inaugurar em 19 de janeiro de 2025).

#### Estádio Amélia Morais
É a ‘casa’ do futebol feminino inaugurado em 11 de fevereiro de 2025, com um investimento, a rondar os 10 milhões de euros, foi integralmente pago pelo SC Braga, sendo uma infraestrutura pioneira em Portugal, já que é o primeiro estádio totalmente dedicado ao futebol feminino.
Conta com capacidade para 2 500 lugares sentados. Todas as cadeiras são vermelhas e rebatíveis e o relvado é híbrido de “última geração”. O estádio, que homenageia uma das mais célebres adeptas do clube, conta ainda com um ecrã LED gigante de 7 metros por 4 metros e iluminação LED de 1.400 LUX.

## Associados e adeptos
O SC Braga é atualmente o quinto clube com mais associados, cerca de 31 mil, logo após dos três grandes e do eterno rival Vitoria SC, tendo mesmo em 2011 ultrapassado os rivais do Minho. No ano de 2021 o clube chegou perder cerca de 11 mil sócios, segundo o clube por causa da pandemia Covid-19. No dia 30 de junho de 2020 os guerreiros registavam 27 281 associados, contando com apenas 15 891 sócios no ano seguinte.

### Assistências nos jogos da Liga Portugal
| Após Construção do EM de Braga para o Euro 2004 | Após Construção do EM de Braga para o Euro 2004 | Após Construção do EM de Braga para o Euro 2004 | Após Construção do EM de Braga para o Euro 2004 | Após Construção do EM de Braga para o Euro 2004 | Após Construção do EM de Braga para o Euro 2004 | Após Construção do EM de Braga para o Euro 2004 |
| Época                                           | Liga                                            | Jogos                                           | Média                                           | Total                                           | Melhor Assistência                              | Ref.                                            |
| ----------------------------------------------- | ----------------------------------------------- | ----------------------------------------------- | ----------------------------------------------- | ----------------------------------------------- | ----------------------------------------------- | ----------------------------------------------- |
| 2003/04                                         | I                                               | 17                                              | 9.441                                           | 160.497                                         | 28.000 - Porto                                  | [ 25 ]                                          |
| 2004/05                                         | I                                               | 17                                              | 11.303                                          | 192.151                                         | 29.405 - Benfica                                |                                                 |
| 2005/06                                         | I                                               | 17                                              | 11.550                                          | 196.350                                         | 25.000 - Benfica                                |                                                 |
| 2006/07                                         | I                                               | 15                                              | 12.229                                          | 183.437                                         | 29.931 - Belenenses                             |                                                 |
| 2007/08                                         | I                                               | 15                                              | 15.614                                          | 234.210                                         | 25.745 - Vitória SC                             |                                                 |
| 2008/09                                         | I                                               | 15                                              | 10.552                                          | 158.278                                         | 20.321 - Leixões                                |                                                 |
| 2009/10                                         | I                                               | 15                                              | 14.274                                          | 214.112                                         | 30.186 - Marítimo                               | [ 26 ]                                          |
| 2010/11                                         | I                                               | 15                                              | 14.509                                          | 217.630                                         | 25.533 - Vitória SC                             |                                                 |
| 2011/12                                         | I                                               | 15                                              | 15.169                                          | 227.542                                         | 25.791 - Porto                                  |                                                 |
| 2012/13                                         | I                                               | 15                                              | 12.060                                          | 180.914                                         | 18.401 - Académica                              |                                                 |
| 2013/14                                         | I                                               | 15                                              | 10.484                                          | 157.261                                         | 18.360 - Benfica                                |                                                 |
| 2014/15                                         | I                                               | 17                                              | 10.682                                          | 181.588                                         | 21.078 - Benfica                                |                                                 |
| 2015/16                                         | I                                               | 17                                              | 11.168                                          | 189.862                                         | 19.428 - Sporting                               |                                                 |
| 2016/17                                         | I                                               | 17                                              | 11.492                                          | 195.366                                         | 24.836 - Benfica                                |                                                 |
| 2017/18                                         | I                                               | 17                                              | 11.706                                          | 198.998                                         | 21.832 - Porto                                  |                                                 |
| 2018/19                                         | I                                               | 17                                              | 12.035                                          | 204.598                                         | 24.046 - Benfica                                |                                                 |
| 2019/20                                         | I                                               | 12                                              | 10.587                                          | 127.042                                         | 18.379 - Sporting                               | [ 27 ]                                          |
| 2020/21                                         | I                                               | 0                                               | 0                                               | 0                                               | 0                                               | [ 28 ]                                          |
| 2021/22                                         | I                                               | 17                                              | 7.898                                           | 134.270                                         | 17.665 - Porto                                  | [ 29 ]                                          |
| 2022/23                                         | I                                               | 17                                              | 15.490                                          | 263.324                                         | 22.256 - Porto                                  |                                                 |
| 2023/24                                         | I                                               | 17                                              | 15.445                                          | 262.566                                         | 25.532 - Benfica                                | [ 30 ]                                          |
| 2024/25                                         | I                                               | 17                                              | 13.868                                          | 235.755                                         | 21.215 - Vitória SC                             |                                                 |

| Estádio 1.º de Maio | Estádio 1.º de Maio | Estádio 1.º de Maio | Estádio 1.º de Maio | Estádio 1.º de Maio | Estádio 1.º de Maio |
| Época               | Liga                | Liga                | Jogos               | Média               | Total               |
| ------------------- | ------------------- | ------------------- | ------------------- | ------------------- | ------------------- |
| 1984/85             | I                   | Liga Portugal       | 15                  | 13.867              | 208.005             |
| 1985/86             | I                   | Liga Portugal       | 15                  | 13.333              | 199.995             |
| 1986/87             | I                   | Liga Portugal       | 15                  | 16.800              | 252.000             |
| 1987/88             | I                   | Liga Portugal       | 19                  | 12.711              | 241.509             |
| 1988/89             | I                   | Liga Portugal       | 19                  | 12.553              | 238.507             |
| 1989/90             | I                   | Liga Portugal       | 17                  | 12.588              | 213.996             |
| 1990/91             | I                   | Liga Portugal       | 19                  | 10.368              | 196.992             |
| 1991/92             | I                   | Liga Portugal       | 17                  | 9.176               | 155.992             |
| 1992/93             | I                   | Liga Portugal       | 17                  | 9.529               | 161.993             |
| 1993/94             | I                   | Liga Portugal       | 17                  | 8.088               | 137.496             |
| 1994/95             | I                   | Liga Portugal       | 17                  | 8.353               | 142.001             |
| 1995/96             | I                   | Liga Portugal       | 17                  | 6.676               | 113.492             |
| 1996/97             | I                   | Liga Portugal       | 17                  | 8.588               | 145.996             |
| 1997/98             | I                   | Liga Portugal       | 17                  | 8.000               | 136.000             |
| 1998/99             | I                   | Liga Portugal       | 17                  | 5.765               | 98.005              |
| 1999/00             | I                   | Liga Portugal       | 17                  | 8.059               | 137.003             |
| 2000/01             | I                   | Liga Portugal       | 17                  | 11.941              | 202.997             |
| 2001/02             | I                   | Liga Portugal       | 17                  | 6.086               | 103.462             |
| 2002/03             | I                   | Liga Portugal       | 17                  | 5.194               | 88.298              |

## Rivalidades

### Rivalidade com o Vitória SC
O Dérbi do Minho é a rivalidade futebolística entre o Sporting Clube de Braga e o Vitória Sport Clube, dois dos maiores clubes da região do Minho, no norte de Portugal. Este clássico é marcado por uma grande tensão e paixão, refletindo não apenas a competição desportiva, mas também uma rivalidade secular e histórica entre a Cidade dos Arcebispos (Braga) e a Cidade Berço (Guimarães) e que começou ainda antes da formação do Reino de Portugal. Desde então tem sido uma luta em todas as vertentes da sociedade como a política, a cultura, a economia, etc. No desporto, o futebol tornou-se num meio usado para transpor e que veio exponenciar a rivalidade. Considerado um dos jogos mais emocionantes e disputados do futebol português, o Dérbi Minhoto é aguardado com grande antecipação pelos adeptos, que vivem intensamente o confronto entre estas duas cidades tradicionalmente conhecidas pela sua história e identidade.

### Outras rivalidades
Também existe uma certa rivalidade com o Boavista, o Belenenses e o Vitória SC, devido à proximidade no número de títulos, à qualidade das suas infraestruturas, ao histórico de participações nacionais e europeias e por serem alguns dos clubes com o maior número de adeptos em Portugal.
Com efeito, esses clubes constituem um grupo secundário de equipas relevantes que, em determinadas épocas ou período de tempo, conseguiram destacar-se e intrometerem-se entre os três principais clubes, levando muitos adeptos e observadores a debaterem sobre qual deles mereceria o título de "4.º Grande". Porém, a distância entre esses clubes e os Três Grandes é considerável em qualquer modalidade para se atribuir tal designação.

## Modalidades
O SC Braga possui várias modalidades coletivas e individuais. Incluem-se:
| Modalidades do Sporting Clube de Braga | Modalidades do Sporting Clube de Braga | Modalidades do Sporting Clube de Braga | Modalidades do Sporting Clube de Braga | Modalidades do Sporting Clube de Braga |
| Atualmente praticadas                  | Atualmente praticadas                  | Atualmente praticadas                  | Atualmente praticadas                  | Atualmente praticadas                  |
| -------------------------------------- | -------------------------------------- | -------------------------------------- | -------------------------------------- | -------------------------------------- |
| Futebol                                | Equipa B                               | Futebol Feminino                       | Basquetebol                            | Futsal                                 |
| Atletismo                              | Natação                                | Voleibol                               | Badminton                              | Boccia                                 |
| Karaté                                 | Taekwondo                              | Boxe                                   | Kickboxing                             | Muay Thai                              |
| Bilhar                                 | Esports                                |                                        |                                        |                                        |
| Atualmente não praticadas              |                                        |                                        |                                        |                                        |
| Futebol de Praia                       | Andebol                                | Automobilismo                          | Ciclismo                               | Hóquei em Patins                       |
| Pesca Desportiva                       | Ténis de mesa                          | Tiro                                   | Xadrez                                 |                                        |

## Elenco

### Seniores masculinos

#### Plantelvde
Última atualização: 21 de abril de 2024.

## Palmarés
| Competições Continentais | Competições Continentais       | Competições Continentais | Competições Continentais                                                                                             |
|                          | Competição                     | Venceu                   | Temporadas |
| ------------------------ | ------------------------------ | ------------------------ | --- |
|                          | Taça Intertoto da UEFA         | 1                        | 2008 |
| Competições Nacionais    |                                |                          | |
|                          | Competição                     | Venceu                   | Temporadas |
|                          | Taça de Portugal               | 3                        | 1965/66, 2015/16 e 2020/21                                                                                           |
|                          | Taça da Liga                   | 3                        | 2012/13, 2019/20 e 2023/24                                                                                           |
|                          | Taça FPF                       | 1                        | 1976/77 |
| Competições Regionais    |                                |                          | |
|                          | Competição                     | Venceu                   | Temporadas |
|                          | Campeonato Regional de Braga   | 13                       | 1922/23, 1923/24, 1924/25, 1925/26, 1926/27, 1927/28, 1928/29, 1929/30, 1930/31, 1931/32, 1932/33, 1934/35 e 1935/36 |
|                          | AF Braga Taça de Honra Extinta | 3                        | 1979/80, 1984/85 e 1985/86                                                                                           |
|                          | AF Braga Torneio de Abertura   | 2                        | 1983/84 e 1985/86 |
|                          | Campeonato AF Braga (Reservas) | 6                        | 1951/52, 1954/55, 1957/58, 1959/60, 1960/61 e 1969/70                                                                |
| Total                    |                                |                          | |
|                          | Títulos                        | Venceu                   | Conquistas |
|                          | Conquistas Oficiais            | 32                       | 1 Continental, 7 Nacionais e 24 Regionais                                                                            |

#### Outras Palmarés
| Competições Nacionais | Competições Nacionais   | Competições Nacionais | Competições Nacionais |
| Competição            | Competição              | Venceu                | Temporadas            |
| --------------------- | ----------------------- | --------------------- | --------------------- |
|                       | Segunda Divisão Extinta | 2                     | 1946/47 e 1963/64     |
|                       | Total de Trofeús        | 2                     | 2 Nacionais           |

Legenda  Campeão Invicto

#### Dados e estatísticas por Competição
| Competições Nacionais      | Competições Nacionais          | Competições Nacionais | Competições Nacionais | Competições Nacionais | Competições Nacionais | Competições Nacionais | Competições Nacionais | Competições Nacionais | Competições Nacionais |
| Competição                 | Competição                     | Participações         | Partidas              | Vitórias              | Empates               | Derrotas              | Golos Marcados        | Golos Sofridos        | Melhor Posição        |
| -------------------------- | ------------------------------ | --------------------- | --------------------- | --------------------- | --------------------- | --------------------- | --------------------- | --------------------- | --------------------- |
|                            | Primeira Liga                  | 68                    | 2092                  | 839                   | 487                   | 766                   | 2908                  | 2848                  | 2º Lugar              |
|                            | Taça de Portugal               | 76                    | 311                   | 192                   | 35                    | 84                    | 622                   | 388                   | Vencedor              |
|                            | Taça da Liga                   | 17                    | 58                    | 34                    | 10                    | 14                    | 106                   | 53                    | Vencedor              |
|                            | Supertaça Cândido de Oliveira  | 4                     | 6                     | 1                     | 1                     | 4                     | 5                     | 14                    | Finalista             |
|                            | Campeonato de Portugal Extinta | 10                    | 13                    | 2                     | 0                     | 11                    | 12                    | 59                    | 1/8 final             |
|                            | Segunda Divisão Extinta        | 21                    | 398                   | 212                   | 64                    | 122                   | 830                   | 523                   | Vencedor              |
| Competições Internacionais |                                |                       |                       |                       |                       |                       |                       |                       |                       |
|                            | Liga dos Campeões da UEFA      | 3                     | 18                    | 5                     | 1                     | 12                    | 18                    | 36                    | Fase de Grupos        |
|                            | Liga Europa da UEFA            | 18                    | 123                   | 52                    | 26                    | 45                    | 180                   | 160                   | Finalista             |
|                            | Liga Conferência da UEFA       | 1                     | 2                     | 0                     | 0                     | 2                     | 2                     | 7                     | 1/16 final            |
|                            | Taça das Taças Extinta         | 3                     | 10                    | 6                     | 1                     | 3                     | 13                    | 11                    | 2ª Eliminatória       |
|                            | Taça Intertoto Extinta         | 1                     | 2                     | 2                     | 0                     | 0                     | 5                     | 0                     | Vencedor              |

 Atualizado em 08 de junho de 2024

#### Jogadores notáveis
| Guarda-redes - Quim - Eduardo - Rui Correia - Armando - Paulo Santos - Beto - Matheus | Defesas - Abel Ferreira - Dito - Zé Nuno Azevedo - Marcelo Goiano - Moisés - Nem - Sílvio - Artur Jorge - João Cardoso - Paulo Jorge - José Nunes - Alberto Rodríguez - Raúl Silva - Ricardo Esgaio | Médios - Tiago - Castanheira - Vandinho - Nico Gaitán - Alan - Fernando Pires - João Mendonça - Luís Aguiar - Hugo Viana - Nikola Vukčević - Danilo Barbosa - Márcio Mossoró - Fransérgio - André Horta | Avançados - Nuno Gomes - Jorge Mendonça - Manuel Forbs - Karoglan - Miklós Fehér - João Pinto - Pedro Lavoura - Chico Faria - Alberto Augusto - Wender - Matheus - Chico Gordo - João Tomás - Lima - Vinicius Lopes Righi - Rafa Silva - Éder - Paulinho - Ricardo Horta - Dyego Sousa - Diego Costa - Wenderson Galeno |

#### Treinadores notáveis
- Abel Ferreira
- Artur Jorge, vencedor da Taça da Liga 23/24
- Carlos Carvalhal, vencedor da Taça da Portugal 20/21
- Jesualdo Ferreira
- Jorge Jesus, vencedor da Taça Intertoto 08/09
- José Peseiro, vencedor da Taça da Liga 12/13
- Leonardo Jardim
- Paulo Fonseca, vencedor da Taça de Portugal 15/16
- Rúben Amorim, vencedor da Taça da Liga 19/20
- Sérgio Conceição
- Domingos Paciência, finalista da Liga Europa 10/11
- Fernando Castro Santos
- Manuel Cajuda
- Manuel Palmeira
- Rui Sim Sim, vencedor da Taça de Portugal 65/66
- Joseph Szabo

### Seniores femininos

#### Palmarés
| Competições Nacionais | Competições Nacionais | Competições Nacionais | Competições Nacionais |
| Competição            | Competição            | Venceu                | Temporadas            |
| --------------------- | --------------------- | --------------------- | --------------------- |
|                       | Campeonato Nacional   | 1                     | 2018/19               |
|                       | Taça de Portugal      | 1                     | 2019/20               |
|                       | Taça da Liga          | 1                     | 2021/22               |
|                       | Supertaça de Portugal | 1                     | 2018                  |
|                       | Conquistas Oficiais   | 4                     | 4 Nacionais           |

### Equipa B
O Sporting Clube de Braga B, é a segunda equipa de futebol do Sporting Clube de Braga. Foi fundada em 1998 e dissolvida em 2006, sendo reiniciada novamente em 2012. Nesse mesmo ano, foi determinado que as equipas "B" podem entrar diretamente para a Segunda Liga, não podendo disputar a Taça de Portugal ou a Taça da Liga, nem subir à Primeira Liga. Funciona como uma equipa de reservas ou satélite, os jogadores nela inscritos podem representar a equipa principal. Por esta razão, Esta equipa tem como principal funções estabelecer a ligação entre a formação e a equipa principal e proporcionar competição a jogadores menos utilizados, de forma a que quando sejam chamados à equipa principal apresentem um bom ritmo competitivo.
Além disso, terão de incluir nas respetivas fichas de jogo pelo menos dez jogadores formados no clube, com idades entre os 15 e os 21 anos de idade, e que tenham sido inscritos na Federação há três épocas desportivas.

### Formação
Com a construção da Cidade Desportiva do clube, têm surgido grandes talentos na academia arsenalista. Antes sequer da Academia do SC Braga ter sido construída, o era conhecido por ter uma boa escola formativa, já que grande parte de seus plantéis era constituído por jogadores da formação, especialmente nos anos 80 e 90, conseguindo resultados meritórios na Liga e nas competições europeias.

#### Palmarés masculino
| Competições Nacionais | Competições Nacionais               | Competições Nacionais | Competições Nacionais      |
| Competição            | Competição                          | Venceu                | Temporadas                 |
| --------------------- | ----------------------------------- | --------------------- | -------------------------- |
|                       | Campeonato Nacional Juniores sub-19 | 3                     | 1976/77, 2013/14 e 2023/24 |
|                       | Campeonato Nacional Juvenis sub-17  | 1                     | 1980/81                    |
|                       | Conquistas Oficiais                 | 4                     | 4 Nacionais                |

#### Palmarés feminino
| Competições Nacionais | Competições Nacionais  | Competições Nacionais | Competições Nacionais |
| Competição            | Competição             | Venceu                | Temporadas            |
| --------------------- | ---------------------- | --------------------- | --------------------- |
|                       | Taça Nacional Juniores | 1                     | 2022/23               |
|                       | Conquistas Oficiais    | 1                     | 1 Nacional            |

## Blbliografia
- Miguel Fernandes, João (2020). A História do Sporting Clube de Braga: https://maisfutebol.iol.pt/dossier/dossier/100-anos-do-sp-braga/6005cfc70cf289c41a8db32e